# Alan Metter
Alan Metter (Sharon, Massachusetts;  19 de diciembre de 1942-Fort Lauderdale, 7 de junio de 2020) fue un director de cine estadounidense, reconocido principalmente por haber dirigido las películas Back to School (protagonizada por Rodney Dangerfield) y Girls Just Want to Have Fun (protagonizada por Sarah Jessica Parker). También produjo y dirigió el especial para televisión de 1983 The Winds of Whoopie con Steve Martin.
Falleció a los setenta y siete años el 7 de junio de 2020 en Fort Lauderdale (Florida) a causa de infarto agudo de micardio. La noticia la confirmó su hijo Julian Max Metter.

## Filmografía destacada

### Cine y televisión
- The Winds of Whoopie (1983) (TV)
- Girls Just Want to Have Fun (1985)
- Back to School (1986)
- Moving (1988)
- Cold Dog Soup (1990)
- Working Tra$h (1990) (TV)
- Police Academy: Mission to Moscow (1994)
- Billboard Dad (1998)
- The Jersey (1999) (TV)
- Passport to Paris (1999)
- The Growing Pains Movie (2000) (TV)